# Igła (Dolina Białego)
Igła – porośnięta lasem kopka w Dolinie Białego w polskich Tatrach Zachodnich. Znajduje się w dolnej części bezimiennego grzbietu o długości około 1,5 km, który odgałęzia się od grani Długiego Giewontu około 200 m na zachód od Wrótek i opada w kierunku północnym do Doliny Białego, dzieląc jej górną część na dwie odnogi. W grzbiecie tym, w kolejności z południa na północ kolejno wyróżnia się: Zameczki, Przełączkę za Igłą i Igłę, która wznosi się w widłach dwóch odnóg Doliny Białego. W północnych stokach Igły, znajduje się jeszcze 20-metrowej wysokości bezimienna turniczka kończąca ten grzbiet.
Igła wznosi się na wysokość 1207 m n.p.m., około 30 m powyżej Przełączki za Igłą. Jej nazwa jest utrwalona w literaturze, nie wiadomo jednak skąd pochodzi. Na pewno nie od kształtu – nie jest to bowiem skalna igła, lecz całkowicie porośnięta lasem kopka – jedynie na jej płaskim wierzchołku jest kilka nagich głazów. Z głazów tych roztacza się dobry widok na Dolinę Białego, Igła nie jest jednak udostępniona turystycznie. Znakowany szlak turystyczny prowadzi jednak blisko jej szczytu – około 100 m na północ przez Przełączkę za Igłą.